# Stråtjejaure
Stråtjejaure är en sjö i Arjeplogs kommun i Lappland och ingår i Skellefteälvens huvudavrinningsområde. Sjön har en area på 0,787 kvadratkilometer och ligger 423 meter över havet. Sjön avvattnas av vattendraget Rutsabäcken (Kvarnbäcken).

## Delavrinningsområde
Stråtjejaure ingår i det delavrinningsområde (729927-159224) som SMHI kallar för Utloppet av Stråtjejaure. Medelhöjden är 426 meter över havet och ytan är 2,21 kvadratkilometer. Räknas de 3 avrinningsområdena uppströms in blir den ackumulerade arean 40,78 kvadratkilometer. Rutsabäcken (Kvarnbäcken) som avvattnar avrinningsområdet har biflödesordning 2, vilket innebär att vattnet flödar genom totalt 2 vattendrag innan det når havet efter 259 kilometer. Avrinningsområdet består mestadels av skog (56 procent). Avrinningsområdet har 0,79 kvadratkilometer vattenytor vilket ger det en sjöprocent på 35,8 procent.